# 仁万駅
仁万駅（にまえき）は、島根県大田市仁摩町仁万にある、西日本旅客鉄道（JR西日本）山陰本線の駅である。事務管コードは▲640751。

## 歴史
- 1917年（大正6年）5月15日：鉄道院山陰本線石見大田駅（現・大田市駅） - 当駅間延伸時に終着駅として開設[1]。客貨取扱開始。
- 1918年（大正7年）11月25日：山陰本線当駅 - 浅利駅間延伸、途中駅となる。
- 1973年（昭和48年）6月15日：貨物取扱廃止[1]。
- 1985年（昭和60年）3月14日：荷物扱い廃止[1]。
- 1987年（昭和62年）4月1日：国鉄分割民営化に伴い、西日本旅客鉄道（JR西日本）の駅となる[1]。
- 2022年（令和3年）3月31日：きっぷうりば営業終了[3]。

## 駅構造
島式ホーム1面2線を有する列車交換可能な地上駅。木造駅舎を備える。ホーム益田寄り海側に設置された駅舎から構内踏切でホームへ向かう。
浜田鉄道部管理の無人駅。駅舎内には自動券売機が設置されている。
また当駅は一年計砂時計で有名な仁摩サンドミュージアム及び、世界遺産石見銀山の最寄駅でもある（詳細は後述）。

### のりば
| のりば | 路線     | 方向 | 行先             |
| ------ | -------- | ---- | ---------------- |
| 1・2   | 山陰本線 | 上り | 出雲市・松江方面 |
| 1・2   | 山陰本線 | 下り | 浜田・益田方面   |

付記事項
- 2番のりばを上下本線、1番のりばを上下副本線とした1線スルーのため、行違いや待避が無い限りは基本的に上下線共に2番のりばに発着する。停車列車同士の行違いの場合は、益田方面行（下り）が1番のりば、出雲市方面行（上り）が2番のりばに入る。
- 以前は、1往復のみ当駅で折返す普通列車もあった。2021年春ダイヤ改正で快速列車が減便された補填で当駅折返し普通列車が益田駅まで延長された[4]。

## 利用状況
2022年度の1日平均乗車人員は245人である。2004年度は420人、1994年度は519人、1984年度は695人であった。
近年の1日平均乗車人員の推移は以下の通り。
| 乗車人員推移 | 乗車人員推移 |
| 年度         | 1日平均人数  |
| ------------ | ------------ |
| 1999         | 498          |
| 2000         | 477          |
| 2001         | 451          |
| 2002         | 457          |
| 2003         | 440          |
| 2004         | 420          |
| 2005         | 392          |
| 2006         | 371          |
| 2007         | 353          |
| 2008         | 349          |
| 2009         | 339          |
| 2010         | 325          |
| 2011         | 311          |
| 2012         | 283          |
| 2013         | 289          |
| 2014         | 277          |
| 2015         | 282          |
| 2016         | 304          |
| 2017         | 309          |
| 2018         | 299          |
| 2019         | 281          |
| 2020         | 251          |
| 2021         | 238          |
| 2022         | 245          |

## 駅周辺

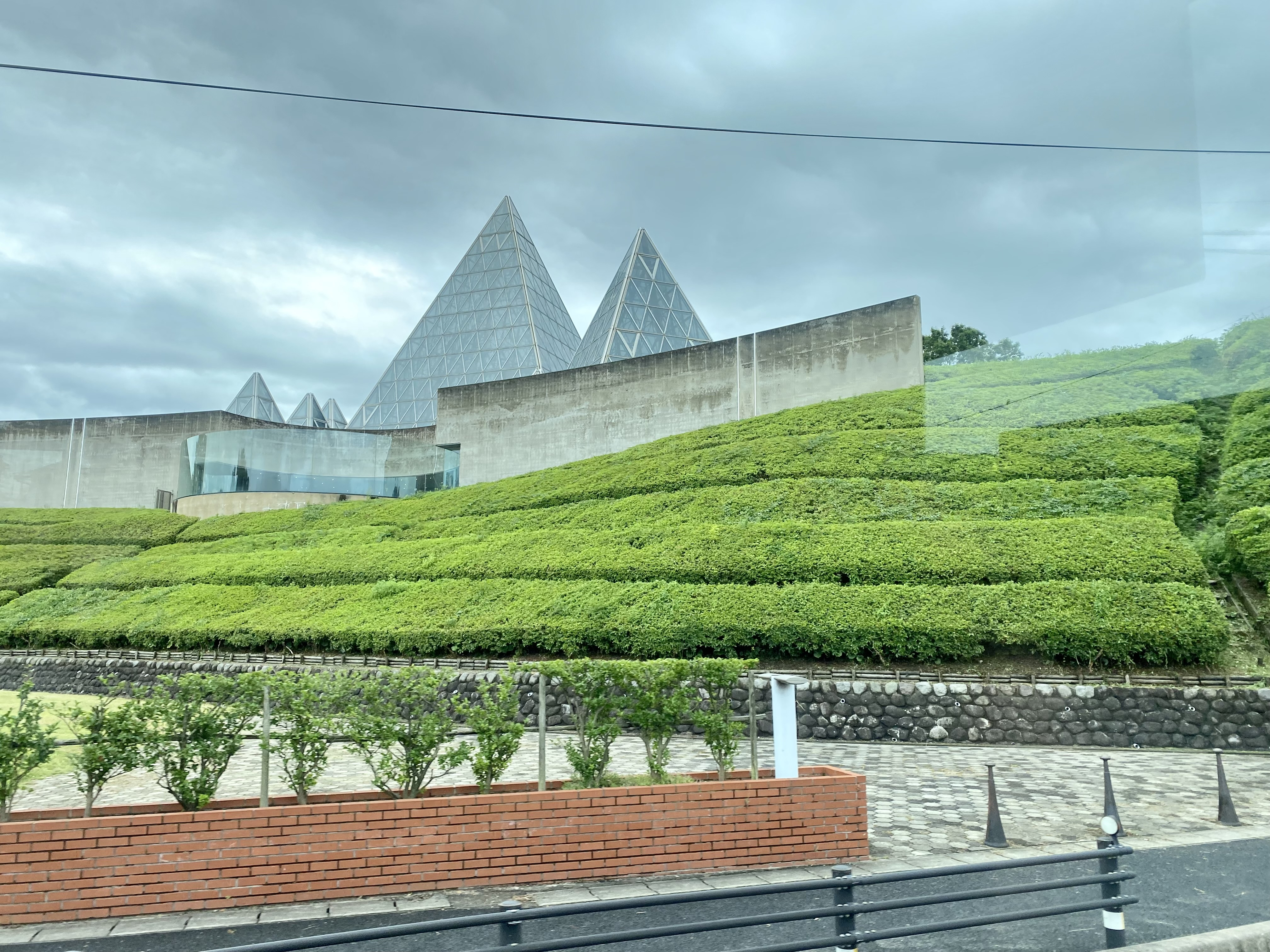
仁摩サンドミュージアム

駅東側を国道9号が並行し、田畑が大きく広がるが住宅も点在する。高校・保育所・仁摩サンドミュージアムはこちら側にあるが、湯迫（）温泉や石見城跡（石見銀山遺跡）は駅からやや離れた所にある。駅から南東へ進むと石見銀山やその関連施設（石見銀山資料館（いも代官ミュージアム）、石見銀山世界遺産センター等）に至るが、こちらは駅からやや遠い所にある。
駅西側を潮川が流れており、その付近は森林となっている。川南側には中学校・小学校・坂灘（）遺跡がある。川北側には魚市場があり、そこから北へ少し進むと仁万海岸公園に至る。
- 仁万郵便局
- 島根中央信用金庫 仁摩支店
- 島根県立邇摩高等学校
- 大田市立大田西中学校
- 大田市立仁摩小学校
- 大田市立仁摩保育所
- 仁摩サンドミュージアム（「鳴き砂」の仁万（砂浜を歩くとキュッキュッと音がする）として有名）
- 大田警察署 仁摩駐在所
- 大田市役所 仁摩支所（旧・仁摩町役場）
- 仁摩保険センター
- 仁摩図書館
- 道の駅ごいせ仁摩
- JFしまね仁摩支所魚市場
- 仁万海岸公園
- 明神古墳
- 坂灘遺跡
- 山陰自動車道（仁摩温泉津道路）仁摩・石見銀山IC
- 国道9号
- 島根県道31号仁摩邑南線
- 島根県道200号仁万停車場線
- 島根県道235号仁万港線
- 潮川

### バス路線
「仁万駅」停留所より、石見交通（大田営業所）の路線が発着する。
- 仁万線：世界遺産センター（石見銀山）※1日5便のみ、土休日は最終便運休
- 大田・江津線：道の駅サンピコ・済生会江津病院 / 大田バスセンター・大田市立病院

## 隣の駅
※特急「スーパーまつかぜ」（上りは朝、下りは夕方の1便、計1往復停車）の隣の停車駅は各列車記事を参照のこと。
西日本旅客鉄道（JR西日本）
 山陰本線
五十猛駅 - 仁万駅 - 馬路駅

#### 統計資料
1. ↑  “島根県統計書”. しまね統計情報データベース.   島根県政策企画局. 2025年2月4日閲覧。